# Global Anti-Aggression Campaign
 (février 2017).
Le Global Anti-Agression Campaign (GAAC), en arabe : الحملة العالمية لمقاومة العدوان, est une organisation non gouvernementale créée en 2005 à la suite de l'invasion de l'Irak, dont l'objectif est  de « résister aux agressions étrangères contre l'Islam, les musulmans, et les pays musulmans d'une manière qui soit conforme à la foi islamique sunnite ». Le Global Anti-Agression Campaign se compose d'un certain nombre de leaders religieux, d'intellectuels et de militants des droits humains du monde arabe. 
Depuis sa création en 2005, plusieurs membres du GAAC ont été critiqués pour leurs liens avec Al-Qaïda et d'autres organisations terroristes, ou ont été étiquetés comme Specially designated Global terrorists (SDGT) par le Département américain du Trésor. Le GAAC serait soutenu par le Hamas et a été associé à certaines branches des Frères musulmans égyptiens. 

## Organisation

### Mission
Le contexte de la mise en place du GAAC est spécifié dans la déclaration de fondation de l'association rédigée par Abd al-Rahman al-Nuaimi. La déclaration accuse les américains et le gouvernement Israélien de chercher à étendre leur influence sur les nations et les peuples musulmans, afin de piller leurs ressources et  modifier leurs systèmes sociaux et éducatifs. Selon l'auteur de la déclaration, l'agression occidentale consisterait également à tenter de  falsifier et de ridiculiser les valeurs de l'Islam, attaquer le Coran et le Prophète Mahomet, à lancer des campagnes médiatiques trompeuses et des invasions armées.
En abordant les questions mentionnées dans la  déclaration, le Global Anti-Agression Campaign vise à “conjuguer les efforts de la oumma, leur rappeler leur devoir de victoire, leur faire prendre conscience de leur droit à l'auto-défense, et à s'opposer à l'agresseur dans la plus légitimes plus influente façon possible.”  Le Global Anti-Agression Campaign prétend être établi en conformité avec l'ordre Islamique pour défendre les opprimés et pour chasser les oppresseurs.

### Objectifs
Le GAAC se donne les objectifs suivants:
1. Travailler sur la prise de conscience de la oumma au sujet des agissements de ses ennemis, et appeler à préserver son identité.
2. S'opposer à l'agresseur par tous les moyens possibles.
3. Éveiller l'esprit islamique des musulmans pour servir leur religion et la oumma, et défendre leurs droits.
4. Clarifier la véritable image de l'Islam et  révéler les aspects humanitaires et moraux de la charia.
5. Travailler sur la coordination et l'intégration entre les efforts populaires et officiels des pays musulmans afin de servir l'islam et les questions humanitaires.
6. Travailler afin de communiquer efficacement avec les personnes, les institutions et les organisations internationales dans le but de rejeter l'injustice et la domination des hommes et de leurs capacités.

## Soutiens

### Le Hamas
En 2005, Khaled Mechaal, chef du Hamas, depuis 2004, a assisté à la première conférence du GAAC à Doha, au Qatar entre le 23 février et le 25 février. Au cours de la conférence, Mechaal a parlé de l'importance de la résistance globale et a référencé le Hamas comme un exemple de réussite. En 2009, The Guardian a affirmé que le Global Anti-Agression Campaign est soutenue par le Hamas.
À la suite de la conférence du GAAC à Istanbul en 2009, la BBC a rapporté que des savants religieux et des clercs avaient “rencontré de hauts responsables du Hamas pour tracer un nouveau jihad centré sur la bande de Gaza.” Mohammed Nazzal, porte-parole du Hamas et dirigeant principal basé à Damas, a également participé à cette conférence,. La BBC affirma que "intervenant après intervenant, ils ont appelé au jihad contre Israël en soutien au Hamas."
Nazzal a également assisté à la conférence de 2016 du GAAC à Istanbul, intitulée “Journée internationale de soutien à al-Aqsa et Jérusalem.” Lors de son discours, Nazzal a loué les Palestiniens qui ont attaqué les Israéliens lors de la vague de violence israélo-palestinienne de 2015. Nazzal a également appelé à de nouvelles attaques en assurant les attaquants qu'ils seraient religieusement récompensés pour leur jihad.

### Les frères musulmans en Syrie
L'ancien secrétaire général et contrôleur général des Frères musulmans en Syrie, Ali Sadreddine al-Bayanouni, a assisté à la première conférence de la Global Anti-Agression Campaign à Doha en 2005,. Al-Bayanouni a appelé à la diffusion d'une culture de résistance et d'encouragement des personnes, des familles et des communautés construites sur la résistance.

## Idéologie

### Sentiments anti-chrétien et antisémite
En 2014, un article intitulé La Racine de la pensée occidentale, ses partisans et les causes de sa guerre contre le peuple musulman a été posté sur le site web du GAAG. L'article référençait des textes bibliques spécifiques afin de diaboliser les Juifs et les chrétiens de confessions, comme la recommandation d'utiliser la cruauté dans les rapports avec autrui et l'autorisation de tuer tous ceux qui n'adhèrent pas à leur foi, indépendamment de l'âge ou de sexe. Selon l'article, les textes religieux juifs et chrétiens montrent le spectacle “la haine de tous les hommes, les femmes, les enfants, les personnes âgées, et même pour les animaux utiles comme des vaches, des ânes et des autres.” L'article stipule que la politique de l'Occident serait poursuivie sur la base de ces textes religieux.

### Anti-américanisme
Le Global Anti-Agression Campaign  exprime des sentiments anti-américains dans la fondation de la déclaration en affirmant que l'administration américaine:
“...s'est donné pour objectif de contrôler les nations et peuples musulmans de voler leur richesse, d'anéantir leur volonté, de changer leur ordre social et leurs programmes scolaires.  Cette agression totalitaire a été dépeinte à travers des mensonges sur les enseignements de l'Islam, des attaques sur le Coran et le prophète Mahomet, que la paix soit sur lui, ainsi que par le biais de campagnes médiatiques trompeuses et d'extorsion économique

### Anti-sionisme
Le GAAC est farouchement anti-sioniste. La déclaration de fondation du Global Anti-Agression Campaign désigne le "pouvoir sioniste" en plus de l'administration américaine, comme un agresseur contre l'Islam.

## Lien supposé à des groupes terroristes

### Liens avec le terrorisme
Safar bin Abdul Rahman al-Hawali est le président du Global Anti-Agression Campaign. Al-Hawali a gagné en importance en tant que chef de file du mouvement Sahwa qui s'est fortement opposé à la présence des troupes américaines en Arabie saoudite pendant la guerre du Golfe. En 2001, le New York Times a affirmé qu'Al-Hawali était l'une des deux personnes qui ont le plus influencé Oussama ben Laden.
Le secrétaire général de la Global Anti-Agression Campaign, Abd Al-Rahman al-Nuaimi, basé au Qatar, a été décrit comme “un des plus prolifiques financiers du terrorisme.” Le Département américain du Trésor a désigné Al-Nuaimi Specially Designated Global Terrorist (SDGT) en décembre 2013 pour son rôle dans l'acheminement de fonds à des organisations terroristes internationales.
Selon le Département américain du Trésor, Al-Nuaimi a transféré plus de deux millions de dollars mensuels à Al-Qaïda en Irak, les précurseurs d'ISIS, pendant “un certain temps.” Plus récemment[Quand ?], al-Nuaimi a été accusé d'avoir ordonné le transfert de près de 600 000 $ à Al-Qaïda à travers le représentant du groupe en Syrie, Abou-Khalid al-Suri. Le Département du Trésor américain affirme également qu'Al-Nuaimi a fourni un soutien financier à Osbat al-Ansar, Al-Qaïda dans la péninsule arabique, et à des individus associés au groupe terroriste Al-Shabaab basé en Afrique de l'Est. À compter de septembre 2014, il a été rapporté qu'Al-Nuaimi vivait librement, à Doha, au Qatar.
Le Secrétaire Général adjoint du GAAC Abbas Aroua est un Algérien, médecin physicien  et professeur adjoint de physique médicale. Aroua est l'un des membres fondateurs de ONG suisse Alkarama aux côtés de Abd Al-Rahman al-Nuaimi. Les clients d'Alkarama ont été liés à des milices islamistes opérant en Syrie.
Rabih Haddad est un membre du conseil d'administration du Global Anti-Agression Campaign et cofondateur de la Global Relief Foundation (GRF),. Haddad a officié comme président de GRF, un ancien organisme de bienfaisance, dans les années 1990. Le Département américain du Trésor a affirmé que GRF “a des connexions, a apporté son soutien, et a fourni une assistance à Oussama Ben Laden, au Réseau al-Qaïda, et à d'autres groupes terroristes”, y compris les Talibans. Le Département américain du Trésor a également affirmé que Haddad était un membre d'al-Qaïda, précurseur de l'organisation Maktab al-Khadamāt (MAK) qui a fut fondée par Oussama Ben Laden et le Cheikh Abdallah Azzam.
Hassan El Kettani, un membre du conseil d'administration de la GGAC, est un imam marocain et ancien prisonnier politique au Maroc. Kettani a un “leader idéologique”[pas clair] du groupe islamiste marocain Salafia Jihadia que les autorités marocaines accusent d'avoir  coordonné les attentats de Casablanca de 2003 qui ont entraîné la mort de 45 personnes. En 2003, Kettani a été condamné à 20 ans de prison pour son implication dans les attentats à la bombe, mais a été gracié en 2012 après neuf ans.

### Soutien au terrorisme
Le Global Anti-Agression Campaign a apporté son soutien à des activités terroristes menées en Israël depuis sa création en 2005. En 2006, le GAAC a posté un message sur son site web intitulé “Un appel au soutien pour les frères palestiniens.” Dans le message, l'auteur encourage le jihad et fournit différents textes islamiques qui soutiennent l'appel au jihad.
En 2014, un article intitulé “Entre exécution et coups de couteau, une histoire de vengeance et de représailles”, a été affiché sur le  site web du GAAC à l'appui de la vague d'attentats terroristes commis avec des couteaux et des véhicules en Israël.